# That sounds good to me
«That sounds good to me» (en español: «Eso me suena bien») es una canción compuesta por Pete Waterman y Mike Stock e interpretada por Josh Dubovie. Representará al Reino Unido en el próximo Festival de la Canción de Eurovisión 2010, a celebrarse en Oslo, Noruega. Tanto el tema como el intérprete fueron revelados el 12 de marzo de 2010, en la preselección nacional Your country needs you.

## Historia de la canción

### Composición
La canción fue escrita inicialmente por Pete Waterman y Mike Stock incluso antes de que el género o el intérprete hubieran sido seleccionados. Si bien al principio la BBC publicó que sólo Waterman estaría a cargo de la composición, un mes más tarde el ente radiodifusor británico ratificó que Mike Stock (socio del equipo de producción Stock, Aitken & Waterman) sería coautor del tema.

### Selección del cantante
El 12 de marzo de 2010 se realiza la preselección nacional "Your country needs you", en la cual el público británico debía escoger mediante televoto al intérprete de la canción siguiendo el mismo modelo realizado en 2009 con el tema "It's my time", compuesto por Andrew Lloyd Webber y Dianne Warren. Tres cantantes (Alexis Gerred, Josh Dubovie y Esma Akkilic) fueron finalmente escogidos para interpretar "That sounds good to me" de manera individual, siendo Josh Dubovie el que obtuvo el mayor porcentaje de televotos, convirtiéndose en el representante del Reino Unido para el certamen europeo.

### Modificaciones
Pocos días después de revelada la canción y el intérprete, Mike Stock señaló que la versión que se interpretó en "Your country needs you" no sería la versión definitiva que se llevaría al Festival de Eurovisión, ya que la misma sería renovada para complementar de manera más efectiva la voz de Dubovie. También expresó que las críticas realizadas al tema no eran justificadas, debido a que "no se podía hacer una versión terminada si no se sabía que artista ganaría la preselección", criticando de paso a la BBC por el formato utilizado en el evento. En cuanto a la canción en sí, Stock señaló que el "tema está terminado y que no se puede hacer más", priorizando ahora la atención hacia los ensayos y en la puesta en escena que se realizará para el festival.

### Lanzamiento
El sencillo fue presentado el 29 de abril en la BBC Radio 2, mientras que el disco compacto con la versión definitiva de la canción se lanzó el 24 de mayo de 2010.